# Aster techinensis
Aster techinensis là một loài thực vật có hoa trong họ Cúc. Loài này được Y.Ling mô tả khoa học đầu tiên năm 1985.